# Отто Фрідріх Больнов
Больнов Отто Фрідріх (1903, Штеттин — 1991) — німецький філософ і викладач, продовжувач традицій філософії життя. Автор понад 30 окремих творів і 250 статей з антропології, етики, філософії життя, екзистенціальної філософії, герменевтики.

## Життєпис
Народився 14 березня 1903 року в місті Щецині (Штеттині), в Польщі, в родині шкільного вчителя. Після школи в Штіттіні та Анкламі Больнов почав вивчати архітектуру в Берліні в 1921 році, а через один семестр перейшов на фізику та математику. Відповідно до його філософської схильності, він також слухав курс філософії у Берліні від Едуарда Шпрангера та Алоїза Ріля. У 1923 р. Він продовжив навчання в Грейфсвальді, а в 1924 р. поїхав до Макса Борна та Джеймса Франка в Геттінген, де докторантурував разом із Максом Борном у 1925 р. з решіткової теорії кристалів. 
Поки Макс Борн перебував у США, Болнов викладав у школі Пола Гехеба Оденвальд і познайомився з Мартіном Вагенштейном, з яким він мав дружні стосунки. Сильні враження від цієї школи реформ змусили його повністю звернутися до філософії та педагогіки. Він повернувся в Геттінген, щоб продовжити роботу з Георгом Мішем та Германом Нолем і - на прохання батька - скласти державний іспит на викладання у гімназіях. Роки 1927-1929 рр. були особливо важливими для Больнова через три публікації: зібраних творів Дільтея Том VII (1927 р.), Гайдеггера «Sein und Zeit» (1928 р.) та розширений нарис Георга Міша про книгу «Філософія життя та феноменологія». Коли з'явився "Sein und Zeit", це стало причиною, Больнова відвідати Фрайбург і залишитися там на три семестри в 1928/29. Потім восени 1929 року він знову повернувся до Геттінгена, щоб працювати над своєю габілітаційною дисертацією на тему "Die Lebensphilosophie F. H. Jacobis" (Штутгарт 1933, 2 видання 1966). Габілітація була завершена в 1931 році. 
Після цього 7 років працював приватним викладачем у екзистенційно незахищеній ситуації. Школа Дільтея, з якої походив Болнов, вважалася безнадійно релятивістською, а його вчитель Георг Міш був євреєм - і погані картки для академічної кар'єри під час панування в Німеччині Третього рейху. Спроби адаптації не принесли плодів. Лише у 1938 році Больнов був призначений на кафедру психології та педагогіки в Гіссенському університеті, де його в 1939 році призначили професором. У роки війни він був солдатом. Після закриття Гіссенського університету Больнув повернувся до Геттінгену в 1945 році, щоб продовжити роботу в Педагогічному інституті Германа Ноля. Після того, як нового призначення в Кіль не вдалося отримати, навесні 1946 року після семестру Больнов прийняв дзвінок від університету Майнца. У 1953 році він змінив Едуарда Спренгера на кафедрі філософії та освіти в Тюбінгенському університеті, якому він залишався вірним до кінця життя, незважаючи на багаторазові дзвінки.
У 1983—1991 роках був одним з співвидавців «дільтеєвського щорічника».

## Українські переклади
- Больнов Отто Фрідріх. Філософська антропологія та її методичні принципи // Пер. з нім. А. Гордієнка / Сучасна зарубіжна філософія. Течії і напрями. Хрестоматія. — К.: Ваклер, 1996. — С. 95-111.